# Accuminulia buscki
Accuminulia buscki is een vlinder uit de familie van de bladrollers (Tortricidae). De wetenschappelijke naam van deze soort is voor het eerst voorgesteld door John Wesley Brown in een publicatie uit 1999. De soort is vernoemd naar de entomoloog August Busck, die deze soort in 1926 als nieuw voor de wetenschap herkende in een lading druiven uit Chili, maar niet beschreef.

## Verspreiding
De soort komt voor in Chili.

## Vliegtijd
De vlinder vliegt van oktober tot in april.

## Waardplanten
De rups leeft op soorten van het geslacht Vitis (Vitaceae) en op Prunus domestica, Prunus armeniaca en Prunus persica (Rosaceae).